# Таун Лејн (Њујорк)
Таун Лејн (енгл. Town Line) насељено је место без административног статуса у америчкој савезној држави Њујорк.

## Демографија
По попису из 2010. године број становника је 2.367, што је 154 (-6,1%) становника мање него 2000. године.
| Група             | 2000.         | 2010.         |
| Белци             | 2.496 (99,0%) | 2.327 (98,3%) |
| Афроамериканци    | 0 (0,0%)      | 2 (0,1%)      |
| Азијати           | 4 (0,2%)      | 3 (0,1%)      |
| Хиспаноамериканци | 11 (0,4%)     | 19 (0,8%)     |
| Укупно            | 2.521         | 2.367         |